# Improwizowana bateria artylerii ORP Komendant Piłsudski
Improwizowana bateria artylerii ORP Komendant Piłsudski – polska dwudziałowa improwizowana bateria artylerii przeciwdesantowej kalibru 75 mm Schneider wz. 1897, utworzona ze zdemontowanych armat z pokładu kanonierki ORP Komendant Piłsudski ustawiona pomiędzy portem rybackim a portem wojennym na Helu, Półwyspu Helskiego (od strony zatoki). Wchodziła w skład Dywizjonu Artylerii Nadbrzeżnej, Rejonu Umocnionego Hel.

## Sformowanie i działania bojowe w kampanii wrześniowej
Improwizowaną baterię artylerii przeciwdesantowej sformowano na podstawie rozkazu Dowódcy Floty z dnia 4 września 1939 r. Do jej sformowania przystąpiono 5 września, podstawą jej utworzenia było użycie części załogi i dwóch armat kal. 75 mm Schneider wz.1897 z rozbrojonej kanonierki ORP "Komendant Piłsudski". Baterię posadowiono na improwizowanych działobitniach zbudowanych na fundamentach z drewnianych okrąglaków. Umiejscowiono ją pomiędzy portem rybackim a portem wojennym w Helu. Dowództwo baterii objął ppor. mar. Michał Anaszkiewicz. Określenie działalności bojowej baterii jest niemożliwe z uwagi na brak dokumentów i relacji. Ze szczątkowych relacji innych osób ustalono jedynie, że bateria prawdopodobnie stoczyła walkę z niemieckimi jednostkami pływającymi: 
- 8 IX w godz. 14.06–14.12 wraz z 44 baterią przeciwdesantową i 21 baterią przeciwlotniczą ostrzeliwała niemiecki zespół trałujący z 1. R. Flotille (1 Flotylla Kutrów Trałowych), ogniem odpowiedział osłaniający zespół okręt baza "Nettelbeck" trafiając zabudowania w Helu, flotylla wycofała się pod osłoną zasłony dymnej[3].